# Piotr Jabłkowski
Piotr Jabłkowski né le 10 mars 1958 à Opole est un escrimeur et maître d'armes polonais. Il a gagné une médaille d'argent par équipe (épée) aux Jeux olympiques de Moscou en 1980.

## Palmarès
- Jeux olympiques:
  -  médaille d'argent par équipe aux Jeux olympiques de Moscou en 1980[1]